# دولت نخست ابراهیم حکیمی
دولت نخست ابراهیم حکیمی یکی از دولت‌های دوران پادشاهی مشروطه در دورهٔ پهلوی است که از اردیبهشت تا خرداد ۱۳۲۴ فعالیت کرد. رئیس این دولت، ابراهیم حکیمی بود.
در جلسه ۱۲ اردیبهشت ۱۳۲۴، نمایندگان مجلس با ۶۴ رأی از ۱۰۰ نفر به زمامداری ابراهیم حکیمی ابراز تمایل کردند. در پی آن، فرمان نخست‌وزیری صدر همان روز توسط شاه صادر شد. صدر هیئت وزیران خود را روز ۲۰ اردیبهشت به حضور شاه و روز ۲۳ اردیبهشت به مجلس شورای ملی معرفی کرد.
دولت حکیمی که در ابتدا نتوانسته بود سر مسئلهٔ تعیین وزیران نظر اکثریت فراکسیون‌های میهن، اتحاد ملی و دموکرات را تأمین کند، روز ۱۳ خرداد با ۲۵ رأی موافق، ۷ رأی مخالف و ۶۳ رأی ممتنع از ۹۵ نفر نتوانست رأی اعتماد مجلس شورای ملی را کسب کند و درنتیجه سقوط کرد.